# Atlas (robot)
Atlas è un robot umanoide bipede sviluppato per la maggior parte dalla società americana di robotica Boston Dynamics con la supervisione ed il finanziamento della statunitense DARPA (Defence Advanced Research Projects Agency). Il robot è stato inizialmente pensato per vari compiti di ricerca e salvataggio ed è stato presentato al pubblico l'11 luglio 2013.

## Sviluppo e progettazione

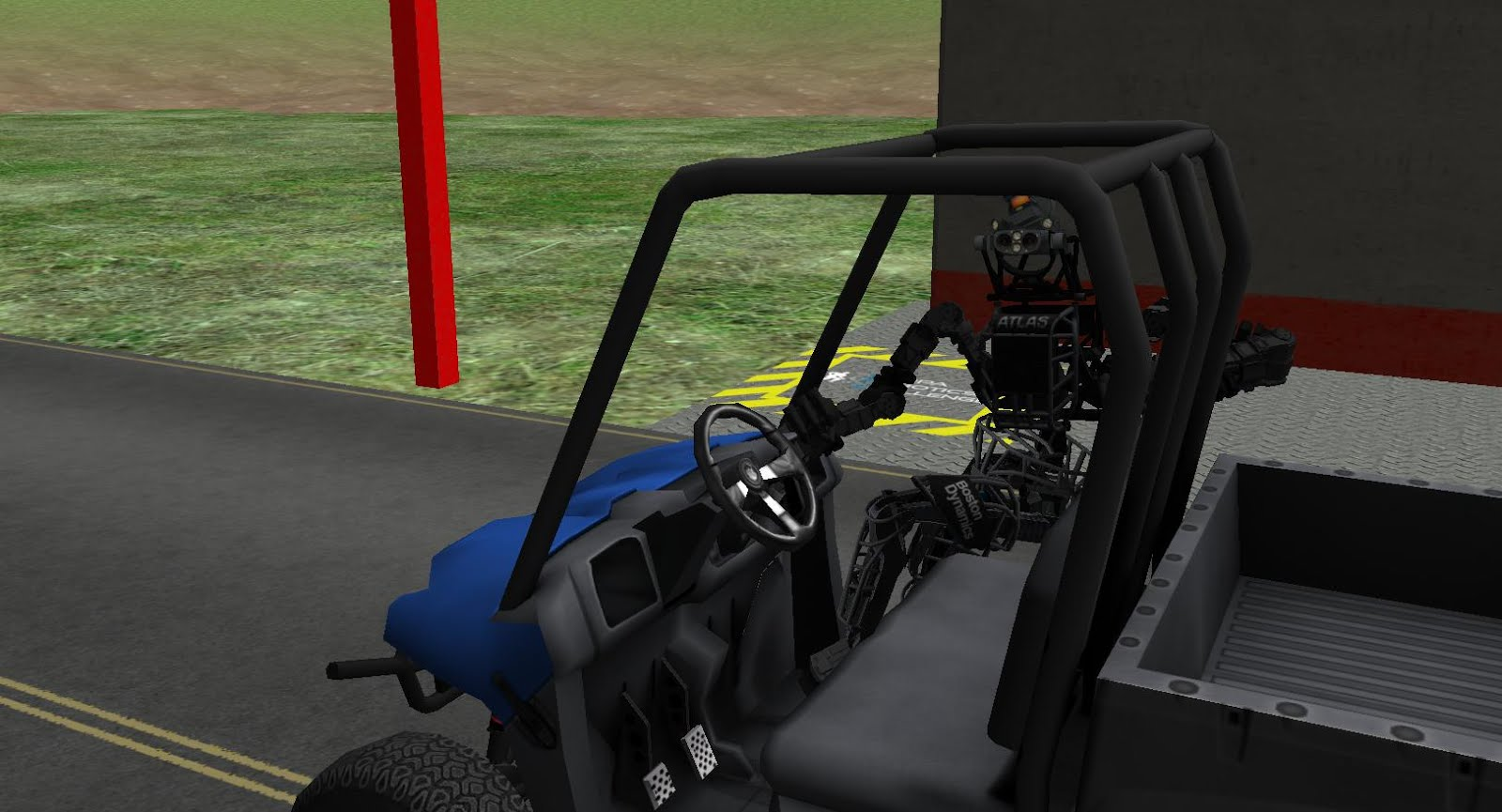
Atlas sale su un veicolo in una simulazione al computer.

La produzione e la progettazione di Atlas sono state effettuate da Boston Dynamics con la supervisione di DARPA, un'agenzia del Dipartimento della Difesa degli Stati Uniti. Una variante delle mani del robot è stata sviluppata dai Sandia National Laboratories e un'altra da iRobot.

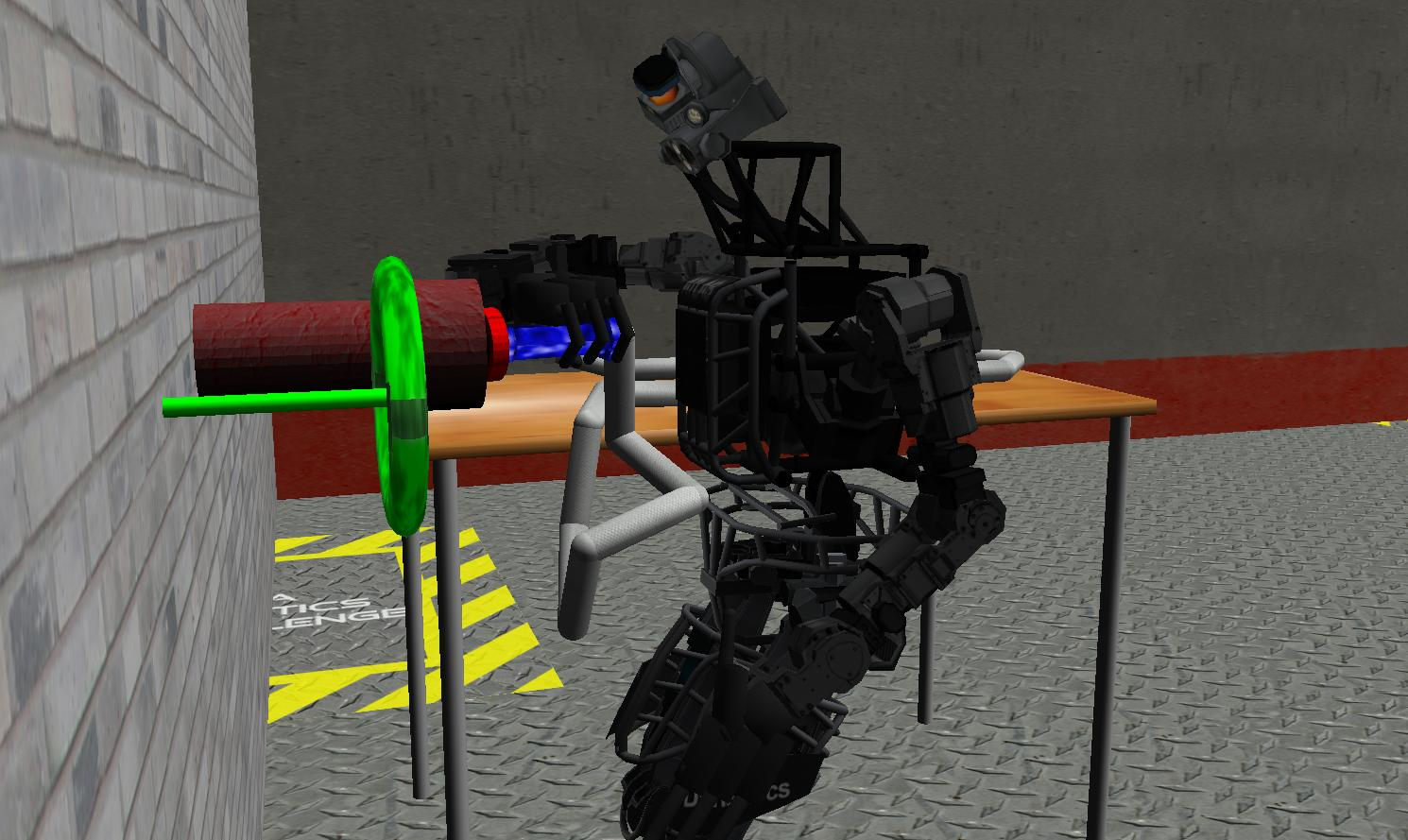
Un robot Atlas collega delle tubature in una simulazione al computer.

Atlas è basato su un precedente robot chiamato PETMAN ed è dotato di mani con capacità motorie fini e di due sistemi di visione: telecamere stereo e un telemetro laser, il tutto controllato da un computer esterno. Gli arti possiedono complessivamente 28 gradi di libertà. Atlas è capace di muoversi su terreni sconnessi e diarrampicarsi in modo autonomo utilizzando gambe e braccia (sebbene il prototipo del 2013 necessitasse di una fonte di alimentazione esterna.
Nel 2014, robot del tipo Atlas programmati da sei diversi team hanno gareggiato nella DARPA Robotics Challenge al fine di testare le capacità di eseguire vari compiti, tra cui: salire e somontare da un veicolo e guidarlo, aprire una porta e utilizzare un elettrutensile. Alla competizione hanno partecipato anche diversi altri robot. Il concorso ha tratto ispirazione dal disastro nucleare di Fukushima Daiichi del 2011 e prevedeva un premio di 2 milioni di dollari.
Alle finali di robotica DARPA del 2015, Atlas di IHMC Robotics (col nome di Running Man) ha ottenuto il secondo posto, dopo il team coreano Kaist e il loro robot DRC-Hubo.
Boston Dynamics il 17 agosto 2021 ha pubblicato un video dove due robot Atlas eseguono un percorso di parkour con salti, volteggi e travi di equilibrio. In un altro video pubblicato nel medesimo giorno, vengono rivelate alcune specifiche tecniche di Atlas:
- altezza: 1,5 m
- peso: 85 kg
- alimentazione a batteria
- azionato da un sistema idraulico
- dotato di videocamere RGB
- dotato di sensori di prossimità che forniscono input al suo sistema di controllo
- i calcoli necessari alla percezione e al sistema di controllo avvengono grazie a tre computer di bordo.[6]